# Alfred Wiedermann

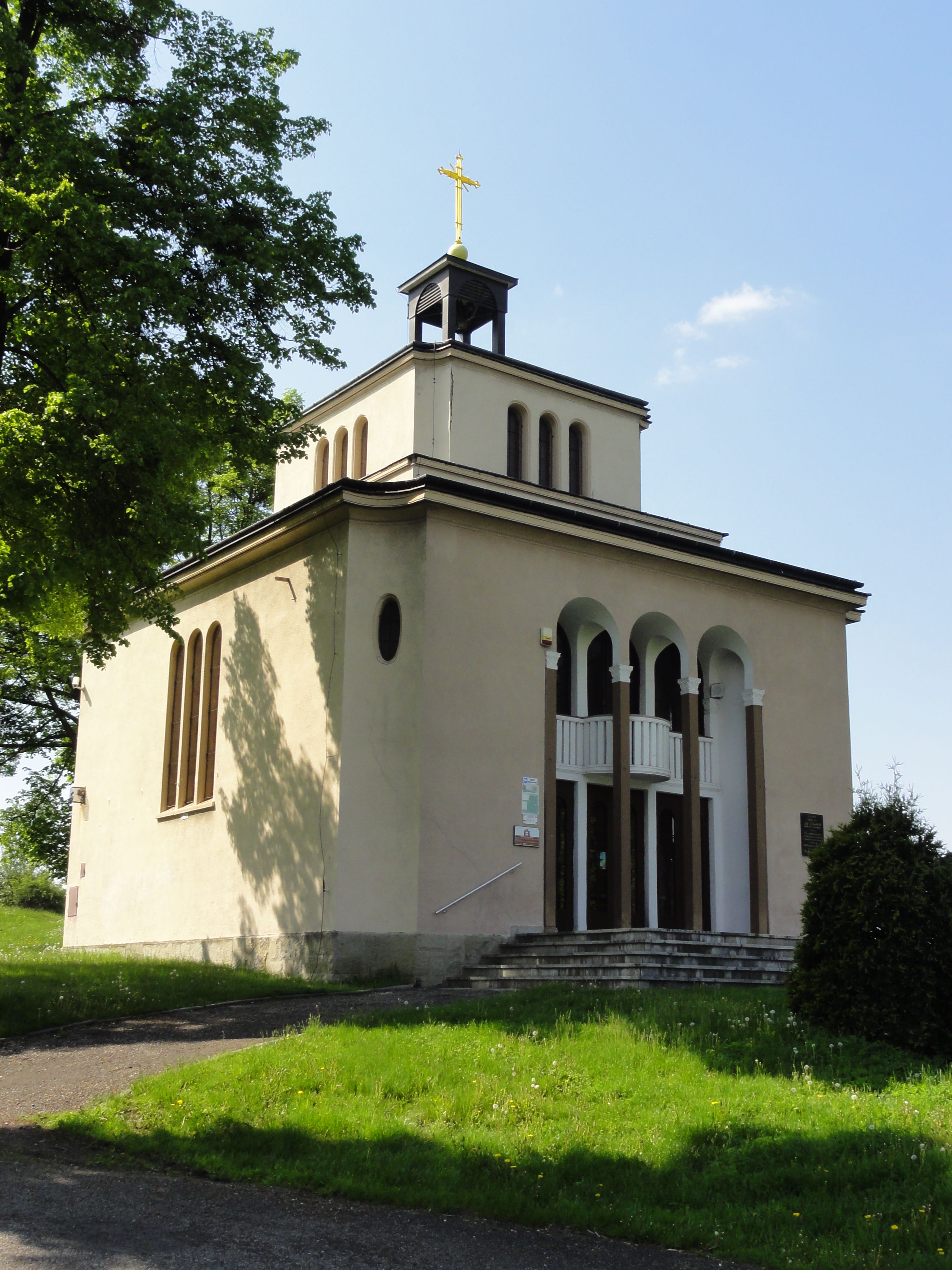
kaplica św. Jana Sarkandra na wzgórzu Kaplicówka w Skoczowie

Alfred Anton Wiedermann (ur. 2 stycznia 1890 w Cieszynie, zm. 11 lutego 1971 w Baden-Baden) – architekt związany ze Śląskiem Cieszyńskim, przedstawiciel wczesnego modernizmu.

## Życiorys
Urodził się w Cieszynie w rodzinie austriackiego urzędnika państwowego Antona Wiedermanna i jego żony Johanny. Po ukończeniu szkoły powszechnej i średniej oraz odbyciu praktyk w cieszyńskiej firmie budowlanej Karla Friedricha studiował w latach 1908–1912 na wydziale budownictwa Politechniki w Brnie. Okresy wakacyjne przeznaczał na praktyki w firmie budowlanej Ludwiga Kametza. W latach 1912–1914 pracował w biurze architektonicznym Maxa Hansa Jolego. Następnie rozpoczął naukę na wiedeńskiej Akademii Sztuk Pięknych, którą przerwało w roku 1916 powołanie do wojska. Jednocześnie praktykował u architekta Rudolfa Frassa. W latach 1916–1918 służył w wojsku austro-węgierskim osiągając stopień plutonowego. Został zwolniony z wojska jeszcze przed końcem I wojny światowej z powodu ciężkiej choroby płuc, na którą zapadł.
Po powrocie do Cieszyna założył w 1919 r. własną pracownię architektoniczną. Mieściła się przy Rynku 20, podczas gdy sam Wiedermann mieszkał w zaprojektowanej przez siebie willi na Górnym Przedmieściu przy ulicy Błogockiej 14. W 1921 r. ożenił się z Małgorzatą Borger, córką Salomona Borgera. Z tego związku urodził się w 1926 r. syn Edwin. W roku 1935 architekt wraz z rodziną przeniósł się do Bielska i zamieszkał przy ulicy Kołłątaja 14 w nowo budowanej wtedy modernistycznej dzielnicy Aleje Sułkowskiego, której sam był głównym projektantem.
Po wybuchu II wojny światowej został zmuszony do zamknięcia swojej pracowni, przyczyną było żydowskie pochodzenie żony. Pracował w biurze budowlanym inż. Wiesnera do roku 1944, kiedy nie zgodziwszy się na rozwód z Małgorzatą, został aresztowany przez Gestapo i wysłany do obozu pracy przymusowej w Rositz w Turyngii, jednej z filii Buchenwaldu.
W roku 1945 powrócił na Śląsk Cieszyński i ponownie otworzył swoją pracownię, która działała jeszcze przez cztery lata, zanim została znacjonalizowana. Później Wiedermann został zatrudniony na stanowisku architekta w Centralnym Zarządzie Przemysłu Metali Nieżelaznych w Katowicach, a następnie w katowickim Miastoprojekcie. Otrzymał mieszkanie służbowe przy obecnej ulicy Henryka Le Ronda (wówczas Lenina) 9a. Od 1955 r. ze względu na pogarszający się stan zdrowia pracował z domu. Jedną z prac wykonanych przez Wiedermanna w tym okresie był nieistniejący już Pomnik Wdzięczności Armii Czerwonej na dzisiejszym placu św. Mikołaja w Bielsku.
W 1957 r., w trakcie pierwszej po wysiedleniach wielkiej fali emigracyjnej pozostałych na terenie Polski Niemców, za namową syna Edwina wyjechał do Niemiec Zachodnich. Zmarł 11 lutego 1971 r. w Baden-Baden.

## Wybrane realizacje
- w Bielsku-Białej:

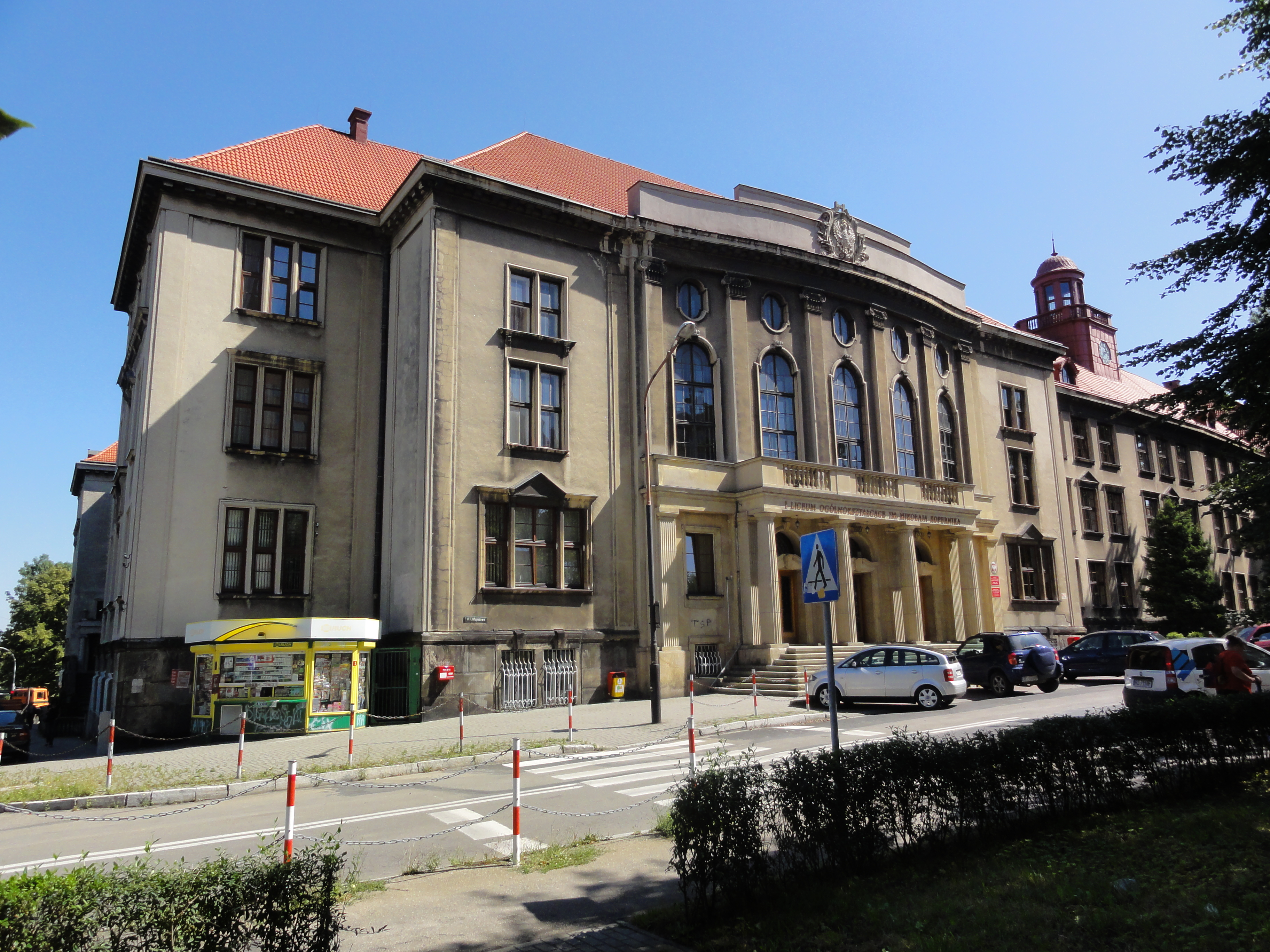
I Liceum Ogólnokształcące w Bielsku-Białej

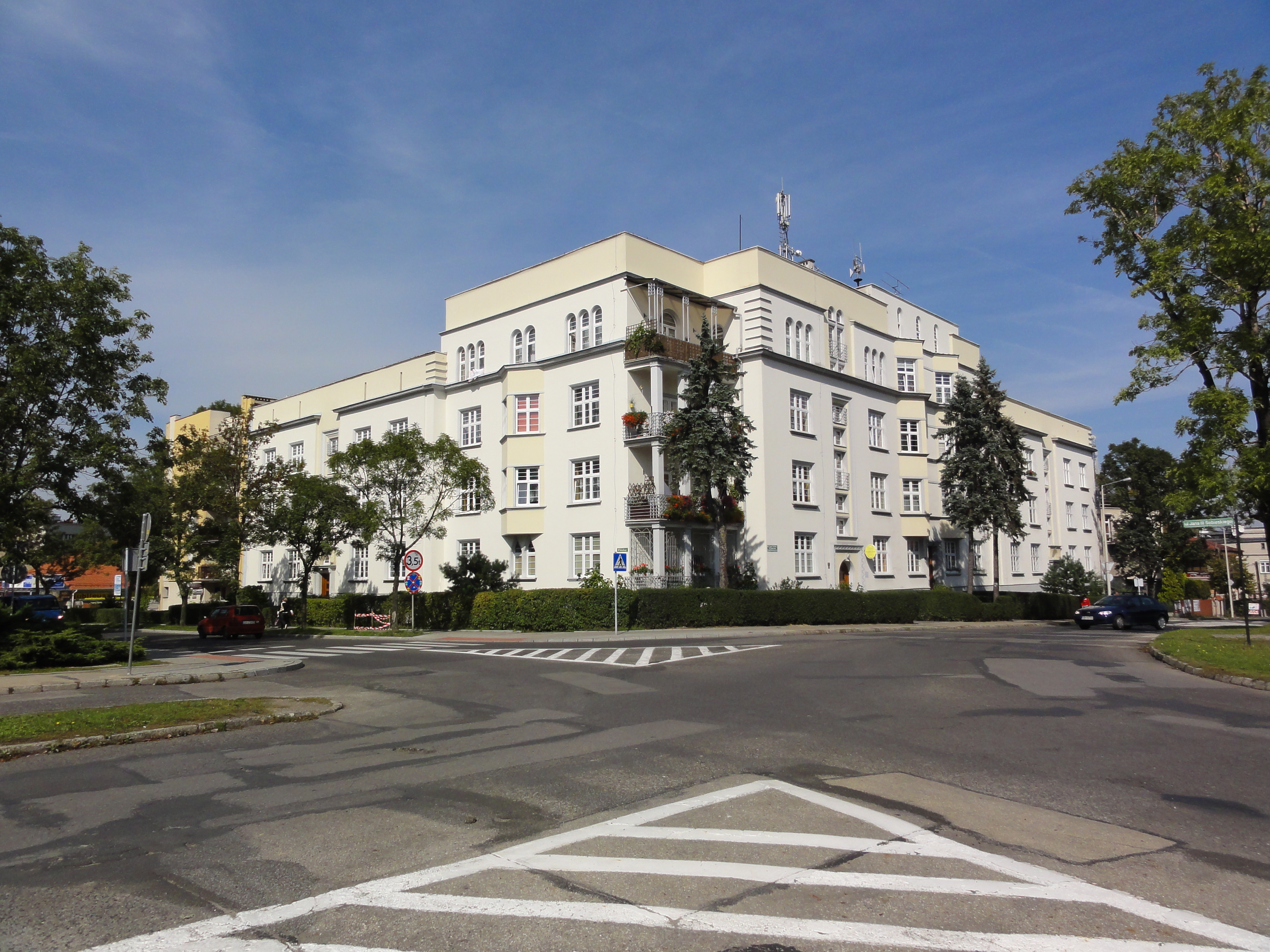
Dom Oficerski w Bielsku-Białej

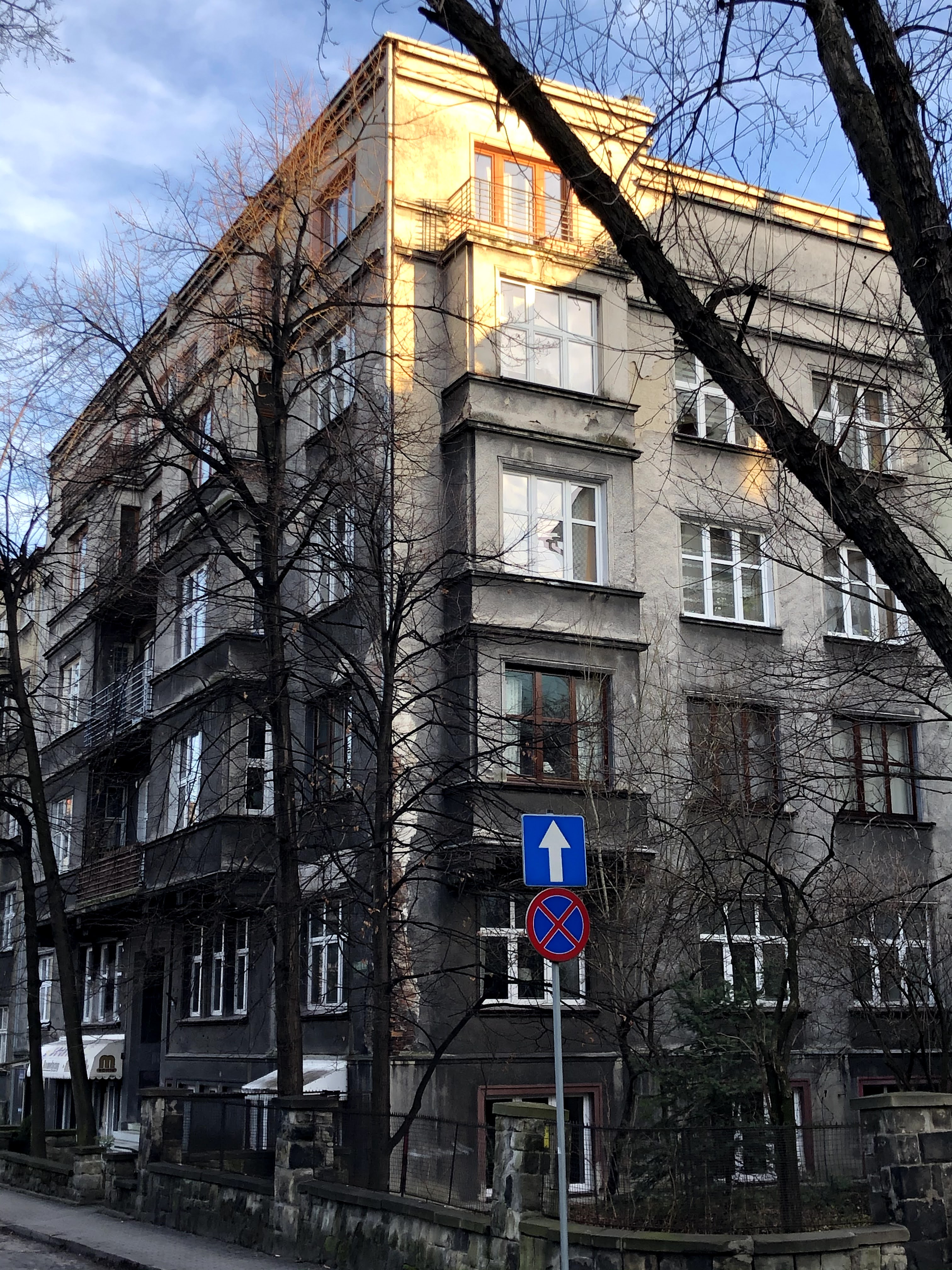
Kamienica przy ulicy Karola Miarki 15 w Bielsku-Białej, projekt Alfreda Wiedermanna

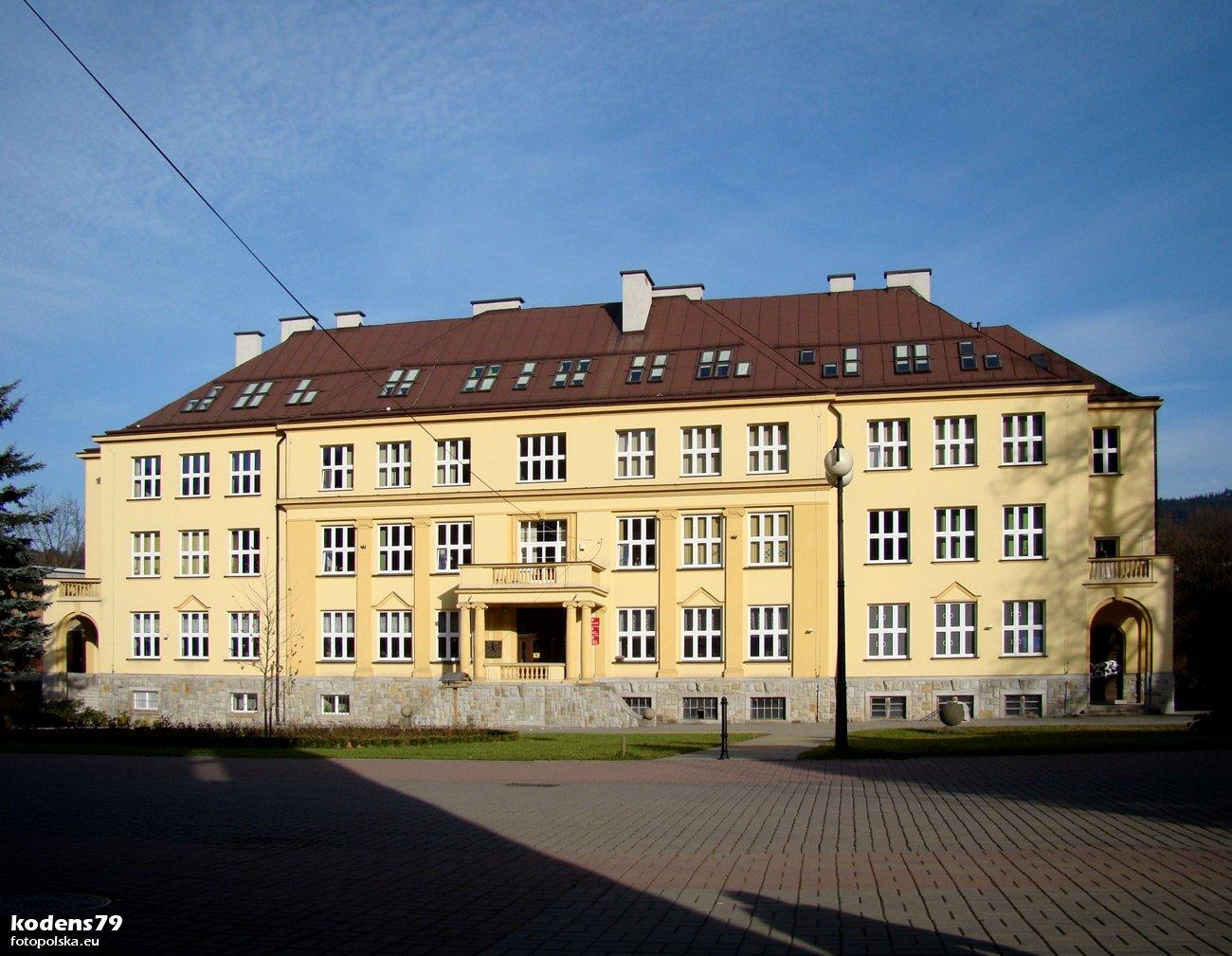
Zespół Szkół nr 1 w Wiśle

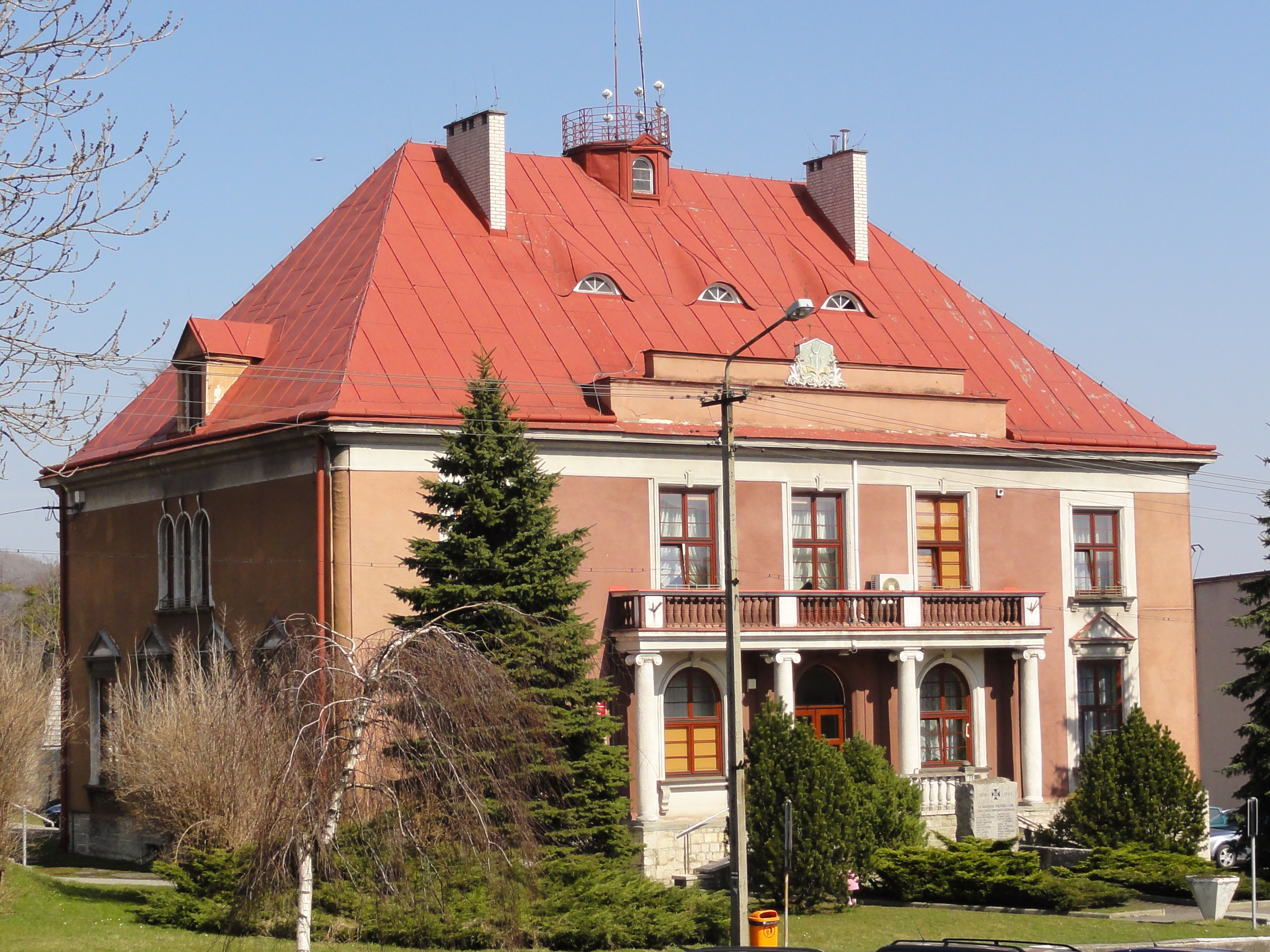
Urząd Gminy w Goleszowie

  - gmach Gimnazjum Polskiego, obecnie I Liceum Ogólnokształcące im. Mikołaja Kopernika (1924–1927)[8]
  - budynek szkoły powszechnej, obecnie Przedszkole nr 41, w dzielnicy Wapienica (1926)
  - siedziba Miejskiej Straży Pożarnej, obecnie Jednostka Ratowniczo-Gaśnicza nr 3, przy ul. Grunwaldzkiej (1925–1928)[9]
  - pawilon sportowy w Parku Włókniarzy (1928)
  - Dom Oficerski przy obecnej ulicy Strzelców Podhalańskich 22 (1928)[10]
  - kamienice mieszkalne przy ul. 3 Maja 35 (1931)[11], 1 Maja 44 (1933)[12], 11 Listopada 35 (1935)[potrzebny przypis], K. Miarki 15[12], Słowackiego 28B[13]
  - zespół kamienic mieszkalnych w obrębie tzw. Alej Sułkowskiego – obecne ulice Bohaterów Warszawy, Wilsona, Grota-Roweckiego, Kołłątaja (1934–1939)[14]
  - willa Rudolfa Deutscha przy ul. Piastowskiej 16[15]
  - willa Olgi i Ludwika Brudków przy ul. św. Anny 26 (1935)[15]
  - dawny ratusz Bielska, obecnie Sąd Okręgowy przy ul. Cieszyńskiej 10[16]
- w Cieszynie i Czeskim Cieszynie:
  - projekt parcelacji i zagospodarowania tzw. Matterówki – rejon wokół ulica Karola Miarki (1924)
  - willa Eugeniusza Tychowskiego przy ul. Karola Miarki 8 (1924)
  - gmach Niemieckiej Szkoły Ludowej i Wydziałowej, obecnie Akademia Handlowa / Obchodní akademie, w Alejach Masaryka / Masarykovy sady (1924)
  - willa Henryka Riessa przy ul. Błogockiej 14 (1926)
  - komunalna kamienica czynszowa przy ul. Górnej 17 (1927)
  - kamienica Alexandra i Zofii Kohnów przy ul. Dworcowej / Nádražní 16 (1928)
  - budynek Drukarni Dziedzictwa im. Bł. Jana Sarkandra, późniejszej Cieszyńskiej Drukarni Wydawniczej, przy ul. Pokoju 1 (1928)
  - gmach Powiatowej Kasy Chorych, obecnie NZOZ Ubezpieczalnia, przy ul. Bielskiej 37 (1928–1931)
  - budynek biurowo-mieszkalny w zespole zakładów elektromechanicznych CELMA, róg Alei Łyska i ul. 3 Maja (1929)
  - panteon Alei Zasłużonych na Cmentarzu Komunalnym przy ul. Katowickiej (1930)
  - kamienice przy ul. Ruchu Oporu / Odboje 7-9, 11 i 12 (1930)
  - kamienica Dibonów-Kottasów przy ul. Moskiewskiej / Moskevské 13 (1931)
  - willa Alfreda i Irmy Nohelów przy ul. 3 Maja 17 (1933)
  - willa Elizy Niemcowej przy ul. Karola Miarki 2 (1933)[17]
  - willa Leona Żychlewicza przy ul. Błogockiej 16 (1933)
  - Dom Żołnierza, obecnie Szkolne Schronisko Młodzieżowe, przy ul. Błogockiej 24 (1934–1935)
- inne:
  - domy mieszkalne koncernu górniczo-hutniczego hr. Larischa von Mönnich w Karwinie (1922, wyburzone w latach 90.  XX wieku)
  - budynek szkoły rolniczej, obecnie Zespół Szkół Przyrodniczo-Technicznych, w Międzyświeciu (1925-1927)
  - budynek szkoły powszechnej, obecnie Zespół Szkół nr 1, w Wiśle (1927)
  - budynek urzędu gminy w Goleszowie (1929)
  - budynek szkoły wydziałowej, obecnie Szkoła Podstawowa im. K. K. Baczyńskiego. w Zebrzydowicach (1930)
  - budynek Szkoły Instruktorów Harcerskich, obecnie Dziecięcy Ośrodek Leczniczo-Rehabilitacyjny „Bucze”, w Górkach Wielkich (1931)
  - willa „Neli” przy ul. Grażyńskiego 13 w Ustroniu (1931)
  - kaplica św. Jana Sarkandra na wzgórzu Kaplicówka w Skoczowie (1934)